# Élections législatives néerlandaises de 2002
Les élections législatives néerlandaises de 2002 (en néerlandais : Tweede Kamerverkiezingen 2002) se tiennent le 15 mai 2002 pour élire les 150 membres de la Seconde Chambre des États généraux. Les élections sont marquées par l'assassinat du populiste de droite Pim Fortuyn neuf jours avant leur tenue, trop tard pour changer les listes établies devant le Conseil électoral (Kiesraad).
Deux mois après les élections, Jan Peter Balkenende forme son premier cabinet, soutenu par une coalition de l'Appel chrétien-démocrate (CDA), la Liste Pim Fortuyn (LPF) et le Parti populaire pour la liberté et la démocratie (VVD). Il succède ainsi au travailliste Wim Kok au poste de Premier ministre des Pays-Bas. L'instabilité au sein de la LPF à la suite de l'assassinat de Fortuyn conduit cependant rapidement à la chute du cabinet et des élections anticipées dès début 2003.
En 2005, Kok estimera que si Fortuyn n'avait pas été assassiné, il aurait gagné les élections. Il ajoutera : « Rétrospectivement, […] nous avons trop longtemps laissé entendre que les problèmes des minorités étaient principalement dus à des facteurs socio-économiques et dans une bien moindre mesure à des facteurs socio-culturels ».

## Système électoral
La Seconde Chambre (en néerlandais : Tweede Kamer), ou Chambre des représentants, est la chambre basse du parlement bicaméral néerlandais. Elle est composée de 150 sièges pourvus pour quatre ans au scrutin proportionnel plurinominal avec listes ouvertes dans une unique circonscription nationale. Vingt circonscriptions régionales sont utilisées pour correspondre aux listes électorales dressées au niveau régional à des fins statistiques, mais n'entrent pas en compte dans le système électoral.
Les listes étant ouvertes, les électeurs ont également la possibilité d'exprimer un vote préférentiel pour un candidat sur la liste pour laquelle ils votent. Les sièges obtenus par chaque liste sont par la suite attribués en priorité aux candidats ayant recueilli au moins 25 % des votes de la liste en leurs noms. Après décompte des voix, la répartition des sièges se fait à la proportionnelle selon la méthode d'Hondt, sans seuil électoral prédéfini. La méthode utilisée ainsi que le nombre total de sièges conduisent néanmoins de facto à un seuil de 0,67 % des suffrages exprimés à l'échelon national.

## Contexte
Le Premier ministre Wim Kok accède au pouvoir à la suite des élections législatives de 1994, à la tête d'une coalition formée du Parti travailliste (PvdA), du Parti populaire pour la liberté et la démocratie (VVD) et des Démocrates 66 (D66). Le gouvernement de coalition violette, qui avait remporté les élections législatives de 1998, avait introduit une législation sociale progressiste avec notamment le mariage homosexuel et l'euthanasie.
En décembre 2001, Kok annonce qu'il ne se représentera pour les prochaines élections. Ad Melkert lui succède à en tant que dirigeant des travaillistes. L'Appel chrétien-démocrate (CDA), principal parti d'opposition, est dirigé par Jan Peter Balkenende. Ce dernier est considéré comme assurant un intérim à ce poste, du fait de son manque de charisme et d'expérience, mais réussit néanmoins une bonne campagne.

## Chefs de file
Les chefs de file des principaux partis à l'élection sont Jan Peter Balkenende (CDA), Pim Fortuyn (LPF), Hans Dijkstal (VVD), Ad Melkert (PvdA), Paul Rosenmöller (GL), Jan Marijnissen (SP), Thom de Graaf (D66), Kars Veling (CU), Bas van der Vlies (SGP) et Fred Teeven (LN).

## Résultats
|                           |                                                        |            |       |       |        |               |  |  |  |
| Parti                     | Parti                                                  | Voix       | %     | +/-   | Sièges | +/-           |  |  |  |
|                           | Appel chrétien-démocrate (CDA)                         | 2 653 723  | 27,93 | 9,56  | 43     | 14            |  |  |  |
|                           | Liste Pim Fortuyn (LPF)                                | 1 614 801  | 17,00 | Nv.   | 26     | 26            |  |  |  |
|                           | Parti populaire pour la liberté et la démocratie (VVD) | 1 466 722  | 15,44 | 9,25  | 24     | 14            |  |  |  |
|                           | Parti travailliste (PvdA)                              | 1 436 023  | 15,12 | 13,86 | 23     | 22            |  |  |  |
|                           | Gauche verte (GL)                                      | 660 692    | 6,95  | 0,32  | 10     | 1             |  |  |  |
|                           | Parti socialiste (SP)                                  | 560 447    | 5,90  | 2,37  | 9      | 4             |  |  |  |
|                           | Démocrates 66 (D66)                                    | 484 317    | 5,10  | 3,89  | 7      | 4             |  |  |  |
|                           | Union chrétienne (CU)                                  | 240 953    | 2,54  | 0,75  | 4      | 1             |  |  |  |
|                           | Parti politique réformé (SGP)                          | 163 562    | 1,72  | 0,06  | 2      | 1             |  |  |  |
|                           | Pays-Bas vivables (LN)                                 | 153 055    | 1,61  | Nv.   | 2      | 2             |  |  |  |
|                           | Parti des aînés unis (VSP)                             | 39 005     | 0,41  | Nv.   | 0      | en stagnation |  |  |  |
|                           | Autres partis                                          | 27 852     | 0,29  | -     | 0      | -             |  |  |  |
|                           |                                                        |            |       |       |        |               |  |  |  |
| Suffrages exprimés        | Suffrages exprimés                                     | 9 500 152  | 99,84 |       |        |               |  |  |  |
| Votes blancs et invalides | Votes blancs et invalides                              | 15 074     | 0,16  |       |        |               |  |  |  |
| Total                     | Total                                                  | 9 515 226  | 100   | -     | 150    | en stagnation |  |  |  |
| Abstentions               | Abstentions                                            | 2 520 709  | 20,94 |       |        |               |  |  |  |
| Inscrits / participation  | Inscrits / participation                               | 12 035 935 | 79,06 |       |        |               |  |  |  |

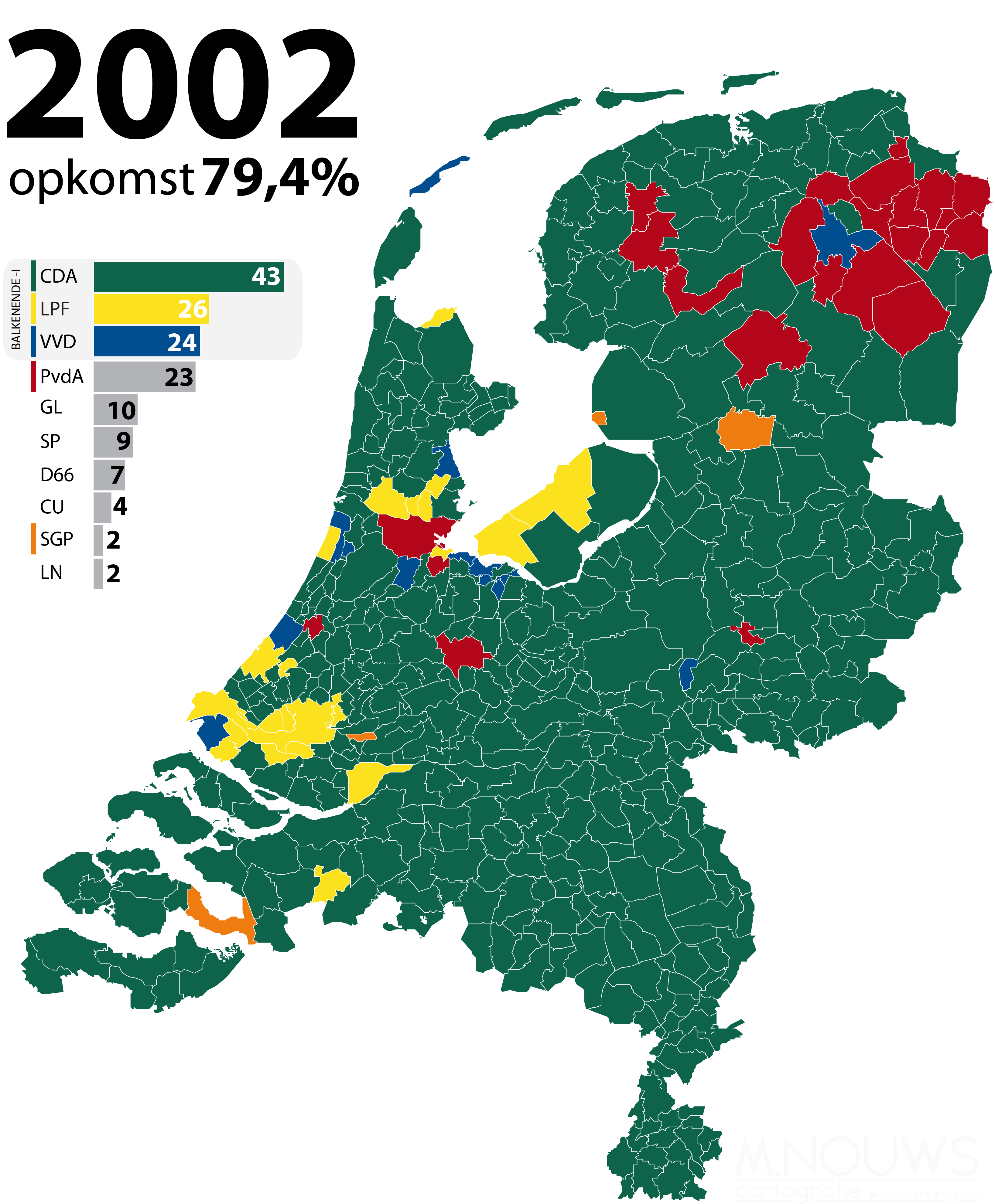
Parti arrivé en tête dans chaque commune.
Résultats détaillés par province.